# Oskar Pfungst
Oskar Pfungst (* 21. April 1874 in Frankfurt am Main; † 14. August 1932) war ein deutscher Psychologe. Bekannt wurde er durch seine Untersuchungen zum „Klugen Hans“, einem Pferd, das angeblich rechnen konnte.

## Leben und Werk

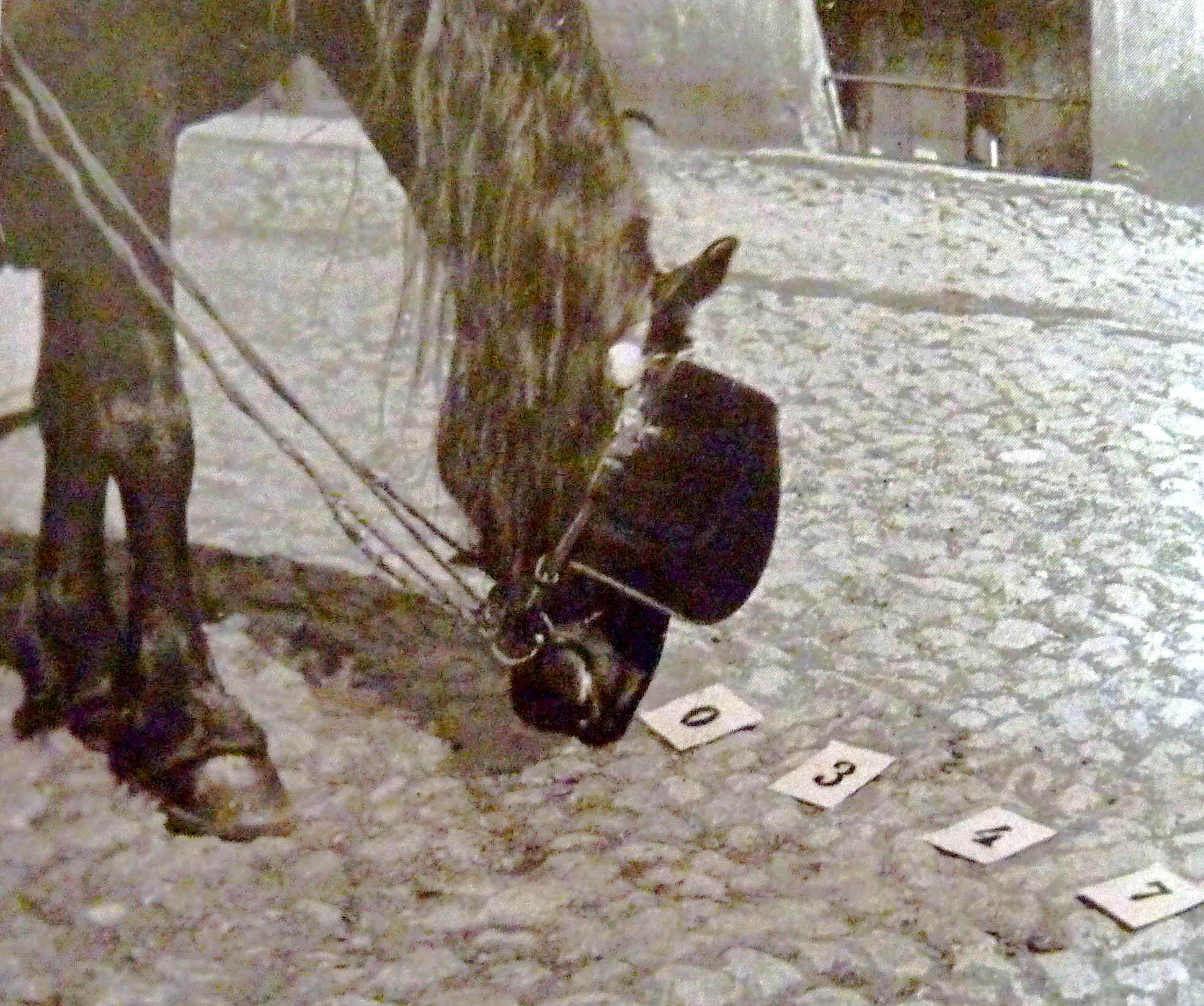
Als Reaktion auf die Zweifel an Hans’ Fähigkeiten wurde das Pferd mit Scheuklappe getestet.

Oskar Pfungst war der Sohn eines Bankiers. Ursprünglich ebenfalls für den Bankierberuf bestimmt, erhielt er eine Ausbildung hierfür in Frankfurt a. M. und London.
Mit 21 Jahren verließ er jedoch diese Laufbahn, um sich der Wissenschaft zuzuwenden.
Er begann in München mit dem Studium der Philosophie bei Riehl und Theodor Lipps, der klassischen Philologie und Germanistik bei Iwan von Müller und Hermann Paul. Danach Berlin, wo er Medizin u. a. bei Engelmann, Hertwig, Hugo Liepmann, Nagel, Max Rothmann und Rudolf Virchow sowie Naturwissenschaften bei Möbius, Emil Fischer und Emil Warburg studierte.
Schließlich wurde er von Professor Carl Stumpf zum Studium der experimentellen Psychologie angeregt.
„Als freiwilliger Assistent war er längere Zeit am Berliner Psychologischen Institut tätig. In diese Zeit fällt die Veröffentlichung seines ‚klugen Hans‘ (1907).“ Forschungsschwerpunkt waren jedoch psychologische Studien zu Hunden und Affen. „Während des 1. Weltkrieges wurde er an die ‚Versuchs- und Dressur-Anstalt der Kriegs- und Polizeihunde‘ gerufen, wo er ‚mit Erfolg die von ihm erfundene Bringsel-Methode‘ anwandte“.
Nach dem Krieg Tätigkeit als Tierpsychologe am Kaiser-Wilhelm-Institut für Neuro-Biologie. Ab 1921 in Frankfurt a. M. am Hirnverletzten-Institut, „das unter Leitung von Kurt Goldstein stand“.
Die Frankfurter medizinische Fakultät verlieh ihm für seine Verdienste um die Forschung den Doktor h. c.
Als 1925 das Hirnverletzten-Institut aufgelöst wurde, folgte er einem Ruf der Berliner Universität, wo er bis zu seinem Tode 1932 als Lehrbeauftragter für vergleichende Biologie und Psychologie wirkte.
Am 16. Februar 1933 veranstalteten die Mitglieder des Referierabends: „Hirnrinde“ und der Berliner Gesellschaft für Psychiatrie und Neurologie, zahlreiche Freunde, Mitarbeiter und Schüler des Verstorbenen im Hörsaal der Psychiatrischen Klinik der Charité eine Gedächtnissitzung unter dem Vorsitz von W. Koehler, der im Auftrage von Carl Stumpf auf die Verdienste, die sich Pfungst um die Psychologie erwarb, hinwies.
Redner waren:
- Professor Dr. Heinrich Poll, Hamburg, mit dem Thema: Pfungst als Persönlichkeit
- Dr. Alfred Guttmann, Berlin: Pfungst‘s Tätigkeit in der „Hirnrinde“
- Dr. Oskar Heinroth, Berlin: Pfungst‘s Beziehungen zum Tiere
- Dr. Ernst Schwarz, Berlin.  Aus Pfungst‘s Affenstudien
- Professor Dr. Kurt Goldstein, Berlin: Ein Nachruf

Die Ansprachen wurden in dem Buch „Oskar Pfungst zum Gedächtnis“ abgedruckt.

## Der „kluge Hans“
Eine 13-köpfige Kommission unter der Leitung des Philosophie-Professors Carl Stumpf war 1904 zu dem Schluss gekommen, dass beim Klugen Hans keine Tricks im Spiel waren. Nach dieser klaren Aussage kompetenter Experten untersuchte Oskar Pfungst, ein Doktorand Stumpfs, die Sache genauer und fand eine Lösung des Rätsels. Er variierte systematisch die Möglichkeiten des Pferdes, jemanden zu sehen, der die Antworten auf die Fragen kannte. Das deutliche Ergebnis seiner Studie war: Nur wenn Hans Menschen sehen konnte, die die Antwort wussten (z. B. seinen Besitzer Wilhelm von Osten oder das Publikum), konnte er auch „rechnen“, d. h., das Ergebnis der gestellten Rechenaufgabe anzeigen. 1907 veröffentlichte Pfungst seine Studie und verhalf damit der experimentellen Psychologie zum Durchbruch.
Der durch Pfungst entdeckte Untersuchungsfehler wurde zunächst als der „Kluger-Hans-Effekt“ bezeichnet; heute ist er in Psychologie und Sozialwissenschaft eher als „Interviewereffekt“ bekannt.

## Schriften
- Das Pferd des Herrn v. Osten (Der kluge Hans). Ein Beitrag zur experim. Tier- und Menschenpsychologie mit einer Einleitung von Professor Dr. C. Stumpf. Leipzig J.A. Barth 1907.
- Der Kluge Hans. Ein Beitrag zur nichtverbalen Kommunikation.  3. Aufl. Frankfurt am Main: Frankfurter Fachbuchhandlung für Psychologie, o. J. (Neuauflage des Originals von 1907). (Erste englische Übersetzung 1911)
- Zur Psychologie der Affen. Autoreferat in: Bericht über den 5. Kongreß für experimentelle Psychologie in Berlin 1912, S. 200–205.
- Über „sprechende“ Hunde (mit phonogr. Demonstrationen), ebenda, S. 241–245.
- Versuche und Beobachtungen an jungen Wölfen. Autoreferat in: Bericht über den 6. Kongreß für experimentelle Psychologie in Göttingen 1914, S. 127–132.